# Multivektor
Polivektor (tudi multivektor ali p-vektor) je v multilinearni algebri element, ki pripada zunanji algebri nad vektorskim prostorom. To algebro sestavljajo linearne kombinacije enostavnih k-vektorjev
{\displaystyle v_{1}\wedge \cdots \wedge v_{k}.}
Zunanjo potenco stopnje k označimo z
{\displaystyle \Lambda ^{k}(V),}.
Produkt k-multivektorja in {\displaystyle \ell }-multivektorja  je {\displaystyle (k+\ell )}-multivektor.
V diferencialni geometriji je p-vektor tenzor, ki se dobi kot zunanji produkt p tangentnih vektorjev. Pri tem pa je {\displaystyle p>1\,}. To je zamisel, ki izhaja iz dualnega prostora za p-formo.
Kadar je {\displaystyle p=2\,} dobimo bivektor. Če pa je {\displaystyle p=3\,}, dobimo trivektor. So dualni z 2 formo (bilinearna forma) in 3 formo 

## Zgledi
- 0-vektorji so skalarji
- 1-vektorji so vektorji
- 2-vektorji so bivektorji
- (n-1)-vektorji so psevdovektorji
- n-vektorji so psevdoskalarji

## Bivektorji
Bivektor je element, ki nastane pri nesimetričnem tenzorskem produktu tangentnega prostora s samim seboj.